# 1564 Srbija

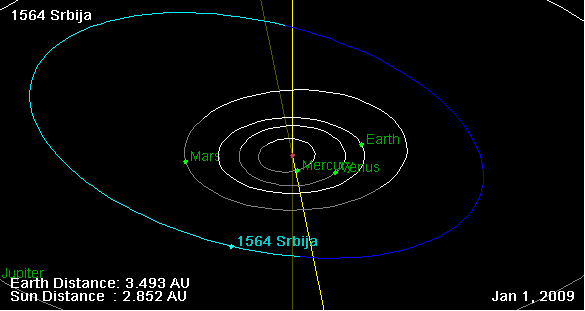
Orbita di 1564 Srbija e la sua posizione in data 01 gennaio 2009

1564 Srbija è un asteroide della fascia principale. Scoperto nel 1936, presenta un'orbita caratterizzata da un semiasse maggiore pari a 3,1746252 UA e da un'eccentricità di 0,1997624, inclinata di 11,01822° rispetto all'eclittica.
L'asteroide prende il nome dalla Serbia, patria dello scopritore, e fu il primo ad essere scoperto nella città di Belgrado.